# Tatjana Wiktorowna Matwejewa
Tatjana Wiktorowna Matwejewa (russisch Татьяна Викторовна Матвеева; * 26. Februar 1985 in Sima) ist eine russische Gewichtheberin. Sie ist vielfache Medaillengewinnerin bei Welt- und Europameisterschaften.

## Werdegang
Tatjana Matwejewa stammt aus Sima, Oblast Irkutsk, Sibirien. Dort begann sie zusammen mit Swetlana Podobedowa als Jugendliche mit dem Gewichtheben. Sie entwickelte sich schnell und gehörte schon mit 18 Jahren zu den besten russischen Gewichtheberinnen in der Gewichtsklasse bis 69 kg Körpergewicht.
Als russische Junioren-Meisterin wurde sie im Jahre 2003 schon bei der Weltmeisterschaft der Seniorinnen in Hermosillo/Mexiko eingesetzt und belegte dort in der o. g. Gewichtsklasse mit 227,5 kg (97,5–130) den 4. Platz. Im Stoßen gelang ihr mit 130 kg sogar der Gewinn der WM-Silbermedaille.
2004 belegte Tatjana Matwejewa bei der russischen Meisterschaft in der Klasse bis 69 kg mit 245 kg (107,5–137,5) den 2. Platz hinter der Ossetin Sarema Kassajewa, die auf 252,5 kg kam. Sie wurde im gleichen Jahr bei der Europameisterschaft der Seniorinnen in Kiew eingesetzt und erzielte dort 245 kg (107,5–137,5) mit denen sie hinter der Türkin Sibel Şimşek, 247,5 kg, den 2. Platz belegte. Danach startete sie 2004 auch noch bei der Junioren-Weltmeisterschaft in Busan und holte sich dort mit 249 kg (109–140) den Weltmeistertitel vor ihrer Landsfrau Nadeschda Jewstjuchina, die auf 240 kg im Zweikampf kam. Bei den Olympischen Spielen in Athen kam sie nicht zum Einsatz.
Bei der russischen Meisterschaft 2005 kam Tatjana Matwejewa mit 252,5 kg (107,5–145) hinter Sarema Kasajewa, 265 kg und Olga Kiseljewa, 257,5 kg nur auf den 3. Platz. Sie wurde deshalb in diesem Jahr nur noch bei der Junioren-Europameisterschaft in Trenčín eingesetzt und gewann dort in der Klasse bis 69 kg mit 261 kg (114–147) im Zweikampf den Titel vor Nadeschda Jewstjuchina, die 256 kg (115–141) erzielte.
Im Jahre 2006 erhielt Tatjana Matwejewa in Russland neben den bereits genannten Athletinnen mit Oksana Sliwenko eine weitere Rivalin, die hervorragende Leistungen zeigte, und bei der russischen Meisterschaft 2006 vor ihr lag. Bei der Europameisterschaft 2006 in Władysławowo startete aber nur Tatjana Matwejewa und gewann dort mit 257 kg (112–145) die Europameistertitel im Zweikampf und in den beiden Einzeldisziplinen Reißen und Stoßen. Bei der Weltmeisterschaft 2006 in Santo Domingo waren dann Oksana Sliwenko und Tatjana Matwejewa für Russland am Start und belegten in dieser Reihenfolge auch die beiden ersten Plätze. Oksana Sliwenko erzielte dabei im Zweikampf 263 kg (123–140), während Tatjana Matwejewa auf 245 kg (110–135) kam.
In den folgenden Jahren 2007 bis 2010 wurde Tatjana Matwejewa dann jeweils nur bei den Europameisterschaften eingesetzt. Bei Weltmeisterschaften und auch bei den Olympischen Spielen 2008 erhielt sie wegen der harten Konkurrenz im eigenen Lande keine Startplätze mehr. 2007, 2008 wurde sie in Straßburg und Lignano jeweils Vize-Europameisterin und 2009 belegte sie in Bukarest im Zweikampf den 3. Platz und erzielte dabei 247 kg (108–139), 239 kg (103–136) und 239 kg (102–137). Im Jahre 2010 kam sie bei der Europameisterschaft in Minsk in der Klasse bis 69 kg nur auf 234 kg (103–130) und musste sich mit dieser Leistung mit dem 5. Platz zufriedengeben.

## Internationale Erfolge
| Jahr | Platz | Wettbewerb               | Gewichtsklasse | |
| 2003 | 4.    | WM in Hermosillo/Mexiko  | bis 69 kg KG   | mit 227,5 kg (97,5–130), hinter Cao Lei, China, 245 kg (105–140), Tulia Angela Medina, Kolumbien, 237,5 kg und Esra Ince, Türkei, 227,5 kg |
| 2004 | 2.    | EM in Kiew               | bis 69 kg KG   | mit 245 kg (107,5–137,5), hinter Sibel Şimşek, Türkei, 247,5 kg (112,5–135), vor Wanda Maslowskaja, Ukraine, 242,5 kg (110–132,5)          |
| 2004 | 1.    | Junioren-WM in Busan     | bis 69 kg KG   | mit 249 kg (109–140), vor Nadeschda Jewstjuchina, Russland, 240 kg (110–130) u. Natalja Dawidowa, Ukraine, 233 kg                          |
| 2005 | 1.    | Junioren-EM in Trenčín   | bis 69 kg KG   | mit 261 kg (114–147), vor Nadeschda Jewstjuchina, 256 kg (115–141) u. Julia Artemowa, Ukraine, 215 kg                                      |
| 2006 | 1.    | EM in Władysławowo/Polen | bis 69 kg KG   | mit 257 kg (112–145), vor Natalja Dawidowa, 239 kg u. Dominika Misterska, Polen, 221 kg                                                    |
| 2006 | 2.    | WM in Santo Domingo      | bis 69 kg KG   | mit 245 kg (110–135), hinter Oksana Sliwenko, Russland, 263 kg (123–140), vor Jean Elisabeth Lassen, Kanada, 238 kg                        |
| 2007 | 2.    | EM in Straßburg          | bis 75 kg KG   | mit 247 kg (108–139), hinter Hripsime Churschudjan, Armenien, 262 kg (122–140) u. vor Lidia Valentín, Spanien, 247 kg (115–132)            |
| 2008 | 2.    | EM in Lignano            | bis 69 kg KG   | mit 239 kg (103–136), hinter Nasik Awdaljan, Armenien, 242 kg (106–136), vor Slaweika Ruschinska, Bulgarien, 219 kg                        |
| 2009 | 3.    | EM in Bukarest           | bis 69 kg KG   | mit 239 kg (102–137), hinter Oksana Sliwenko, 255 kg (115–140) und Nasik Awdaljan, 245 kg (110–135)                                        |
| 2010 | 5.    | EM in Minsk              | bis 69 kg KG   | mit 234 kg (104–139); Siegerin: Oksana Sliwenko, 262 kg (117–145) vor Meline Dalusjan, Armenien, 260 kg (115–145)                          |
| 2011 | 3.    | WM in Paris              | bis 69 kg KG   | mit 253 kg (110–143), hinter Oksana Sliwenko, 266 kg (118–148) und Yanmei Xiang aus China, 264 kg (116–148)                                |

## WM + EM-Einzelmedaillen
- WM-Silbermedaillen: 2003/Stoßen
- WM-Bronzemedaillen: 2006/Reißen – 2006/Stoßen
- EM-Goldmedaillen: 2004/Stoßen 2006/Reißen – 2006/Stoßen
- EM-Silbermedaillen: 2007/Stoßen – 2008/Reißen – 2008/Stoßen – 2009/Stoßen
- EM-Bronzemedaillen: 2004/Reißen – 2007/Reißen

## Erläuterungen
- alle Wettkämpfe im Zweikampf, bestehend aus Reißen und Stoßen,
- WM = Weltmeisterschaft,
- EM = Europameisterschaft,
- KG = Körpergewicht